# Desmoloma
Desmoloma é um gênero de traça pertencente à família Arctiidae.